# Halobates ruffoi
Espèce
Halobates ruffoi est une espèce fossile d'insectes de l'ordre des hémiptères et du sous-ordre des hétéroptères (punaises), appartenant à la famille des Gerridae, à la sous-famille des Halobatinae et au genre Halobates (les « araignées » d'eau de mer). 

## Classification
Une quarantaine d'espèces actuelles du genre Halobates sont connues à travers le Monde, en milieu côtier ou marin ouvert. H. ruffoi est la première espèce fossile découverte. Elle a été décrite par N. Møller Andersen (d) et son équipe en 1994.

## Découverte et datation
Le spécimen type est une femelle sans ailes, découverte dans les calcaires laminés du célèbre site paléontologique (Lagerstätte) du Monte Bolca, en Vénétie (Italie), plus précisément dans la zone de « Pesciara » , un niveau stratigraphique de l’Éocène inférieur (Yprésien), daté entre environ 49 et 48,5 Ma (millions d'années),. H. ruffoi vivait dans les lagons tropicaux de l'océan Téthys, précurseur de la Méditerranée.

### Publication originale
- [1994] (en) Andersen NM, Farma A, Minelli A, Piccoli G, « A fossil Halobates from the Mediterranean and the origin of sea skaters (Hemiptera, Gerridae) », Zoological Journal of the Linnean Society 1994; 112(4): 479–489,‎ 1994 (lire en ligne).